# 1742 en droit
Cet article présente les faits marquants de l'année 1742 en droit.

## Événements
- 27 janvier, Russie : Andrei Osterman et Münnich, condamnés à mort, sont graciés et exilés en Sibérie ainsi que Biron. Alexis Pétrovitch Bestoujev-Rioumine devient responsable des affaires étrangères[1].
- 1er février : convention de Turin entre Charles-Emmanuel III de Sardaigne et Marie-Thérèse. Elle promet le Milanais au roi de Sardaigne en échange de son soutien en Italie contre la France et l'Espagne[2].
- 11 juin : paix de Breslau. Après la conquête de la Silésie sur l’Autriche, Frédéric II de Prusse se retire du combat[2].
- 11 juillet : constitution Ex quo singulari. Le pape Benoît XIV condamne la politique des Jésuites en Chine (rites malabares et rites chinois). Fin de la querelle des Rites[3].
- 13 juillet : Belle-Isle fait publier une patente promettant la liberté à tous les serfs de Bohême qui prendraient les armes contre l’Autriche[4].
- 28 juillet : au traité de Berlin, Marie-Thérèse cède à la Prusse la Silésie et le comté de Glatz à l’exception des duchés de Teschen, Troppau et Jägerndorf. La Saxe signe la paix. L'Autriche se retourne contre la Bavière et s'allie à la Savoie, la Saxe et la Grande-Bretagne. Le poids de la guerre retombe sur la France[2].
- 2 décembre : oukase ordonnant l'expulsion des Juifs de Russie[5].